# Nat Shapiro
Pour les articles homonymes, voir Shapiro.
Nat Shapiro, né le 27 septembre 1922 à New York et mort le 15 décembre 1983 dans la même ville, est un producteur de musique américain.

## Biographie
Nat Shapiro naît le 27 septembre 1922 à New York. Il fréquente le Brooklyn College.
Il produit une centaine d'albums pour Columbia, Philips, Vanguard, Epic, RCA et d'autres labels.
Nat Shapiro meurt le 15 décembre 1983 dans sa ville natale.